# Ходи да ти чико нешто да
Ходи да ти чико нешто да је осми студијски албум рок групе Забрањено пушење, објављен 16. новембра 2006. године у Босни и Херцеговини у издању ЦИВИТАС-а. У Хрватској је објављен 15. марта 2007. године. Маском је издао албум у Србији 2007. године. Ово је други дупли студијски албум групе, а поднаслови су Се кличем Мујо и Се кличем Суљо.

## Списак песама
Референца: Discogs
| №               | Назив                             | Аутор(и)                     | Аранжман              | Трајање |  |
| 1.              | Нема више                         | Давор Сучић Ненад Величковић |                       | 4:06    |  |
| 2.              | Мали Мотач Џоинта                 | Сучић Џон Фогерти            |                       | 3:45    |  |
| 3.              | Право зајебани Диџеј из Чикага    | Сучић                        |                       | 4:17    |  |
| 4.              | Бифе Неретва                      | Сучић                        |                       | 5:15    |  |
| 5.              | Добро двориште                    | Сучић                        | Сучић Роберт Болдижар | 4:51    |  |
| 6.              | Сигурна времена                   | Сучић                        |                       | 4:14    |  |
| 7.              | Хаг                               | Сучић                        | Сучић                 | 3:09    |  |
| 8.              | Импасибл из нотинг (Дејвид Бекам) | Сучић                        |                       | 3:00    |  |
| 9.              | Лаку ноћ стари                    | Сучић                        |                       | 5:08    |  |
| 10.             | Таквим сјајем                     | Арсен Дедић                  |                       | 5:07    |  |
| Укупно трајање: | Укупно трајање:                   | Укупно трајање:              | Укупно трајање:       | 43:26   |  |

| №               | Назив                    | Аутор(и)                    | Аранжман        | Трајање |  |
| 1.              | Ходи да ти чико нешто да | Сучић                       | Паул Кемпф      | 1:30    |  |
| 2.              | Џана                     | Дарко Остојић               |                 | 4:13    |  |
| 3.              | Пред затвореним шанком   | Сучић                       |                 | 3:45    |  |
| 4.              | ОК Диане                 | Сучић                       |                 | 4:02    |  |
| 5.              | Мејташ                   | Остојић                     |                 | 3:45    |  |
| 6.              | Играч с бројем 2         | Сучић                       |                 | 4:54    |  |
| 7.              | Џеки                     | Сучић                       |                 | 3:26    |  |
| 8.              | Агрегат                  | Сучић                       |                 | 4:12    |  |
| 9.              | Домовина                 | Сучић Величковић Шабан Гаџо |                 | 5:41    |  |
| Укупно трајање: | Укупно трајање:          | Укупно трајање:             | Укупно трајање: | 35:28   |  |

## Извођачи и сарадници
Пренето са омота албума.
| Забрањено пушење - Давор Сучић – вокал, гитара - Роберт Болдижар – виолина, клавијатуре, пратећи вокал - Бранко Трајков – бубњеви, удараљке, пратећи вокал - Предраг Бобић – бас-гитара - Тони Ловић – електрична и акустична гитара - Паул Кемпф – клавијатуре | Продукција - Давор Сучић – продукција - Денис Мујаџић Денyкен – музичка продукција, снимање, мастеринг - Дарио Витез – извршна продукција Дизајн - Тарик Захировић – дизајн омота (Агенција Идеологија из Сарајева, БиХ) - Саша Миџор Сучић – фотографија - Денис Ловровић – фотографија |

Гостујући музичари
| - Арсен Дедић – диригент (песма 1/10) - Бруно Урлић – виолина (песма 1/06, 1/10) - Сакин Модроња – вокал (песма 1/09) - Ирена Мујаџић – пратећи вокал - Јелена Вучетић – пратећи вокал - Нина Сучић – виола (песма 1/10) - Станислав Ковачић – виолончело (песма 1/10) - Маријан Јакић – саксофон (гудачки квартет) - Антонио Јанковић – тромбон (гудачки квартет) | - Томица Рукљић – труба (гудачки квартет) - Крешимир Орешки – ђембе - Исмет Куртовић – диригент хора Арабеске, хор - Аида Кочо – хор - Алдијана Мујић – хор - Алма Сребрениковић – хор - Амина Омановић – хор - Азра Грабчановић – хор - Белма Хаџовић – хор | - Борис Турина – хор - Џенана Чаушевић – хор - Емина Нухбеговић – хор - Галија Хаммад – хор - Мелиса Хускић – хор - Нимер Хаммад – хор - Сакин Модроња – хор - Селма Сребрениковић – хор |